# Przetchlinka

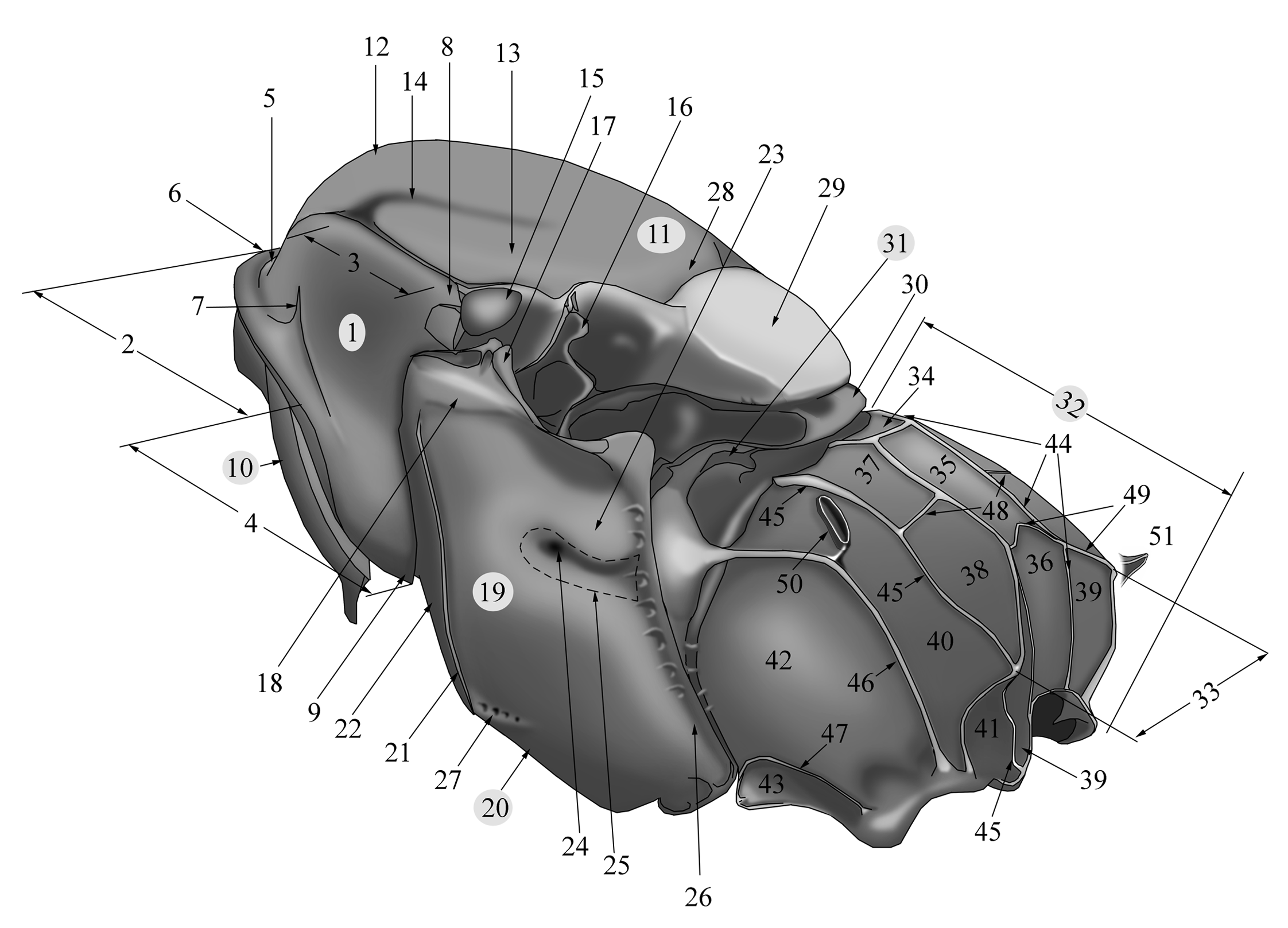
Anatomia tułowia błonkówki. (50) – przetchlinka

Przetchlinka (łac. stigma, spiraculum) – otwór w nieprzepuszczalnej powłoce organizmów lądowych, umożliwiający wymianę gazową. Wyróżnia się przetchlinki zwierzęce i roślinne.
U stawonogów są to otwory w powłokach ciała (na bokach odwłoka i tułowia), przez które powietrze dostaje się do układu oddechowego – tchawek lub płucotchawek. Często przesłonięte włoskami i innymi strukturami, by zapobiec dostawaniu się zanieczyszczeń, u wielu gatunków są aktywnie zamykane szczelną zastawką (przetchlinkowy aparat zamykający), by zapobiec utracie wody z wnętrza organizmu.
U larw wielu gatunków chrząszczy występuje aparat filtrujący – nazywany przetchlinką podwójną (stigma bifurcata) – złożony z przedsionka, grupy włosków filtrujących oraz otworu oddechowego.